# Embuscade d'El M'hir
L'embuscade d'El M'hir est une opération terroriste islamiste dans le Nord de l'Algérie.

## Déroulement
Le 17 juin 2009, un convoi de la gendarmerie algérienne tombe dans une embuscade entre El M'hir et El Mansourah, dans la Wilaya de Bordj Bou Arreridj. Les gendarmes venaient d'escorter des ouvriers chinois du bâtiment employés à la construction de l'autoroute Est-Ouest. Sur le chemin du retour sur la route nationale 5, près El M'hir, le véhicule de tête des gendarmes est touché par l'explosion d'une bombe artisanale, puis une deuxième explose à son tour, provoquant la panique des gendarmes. Les djihadistes embusqués des deux côtés de la route ouvrent alors le feu. Les cadavres des gendarmes sont dépouillés de leurs armes et de leurs uniformes, puis les rebelles salafistes s'enfuient en emportant six véhicules. Aucun bilan officiel n'est communiqué, selon les différentes estimations de la presse algériennes, 18 à 24 policiers ont été tués et quelques-uns blessés, il est également fait mention de la mort d'un civil. Pour le cabinet du préfet, le bilan est de 21 morts chez les policiers, pour l'agence gouvernementale APS ; 18 gendarmes et un civil sont tués et selon une source sécuritaire de Bouira, il y a 18 morts et 6 blessés. Le 21 juin, l'attaque est revendiquée par Al-Qaïda au Maghreb islamique, les jihadistes affirment avoir tué « 24 gendarmes, dont deux officiers »,,,,,.